# Barbadosi politikai pártok listája
Ez a cikk a barbadosi politikai pártokat sorolja fel.
Barbadoson kétpárti rendszer működik, ami azt jelenti, hogy két domináns politikai párt van, és rendkívül nehéz más párt színeiben választási sikert elérni. Barbadoson a politikai pártok tagjai időnként élnek azzal a lehetőséggel, hogy átlépnek a másik oldalra.

## A pártok

### Főbb pártok
| Szín | Fél                                      | Rövidítés | Vezető          | Politikai álláspont | Ideológia                                   | szenátorok | Közgyűlési tagok |
| ---- | ---------------------------------------- | --------- | --------------- | ------------------- | ------------------------------------------- | ---------- | ---------------- |
|      | Barbadosi Munkáspárt                     | BLP       | Mia Mottley     | balközép            | Szociáldemokrácia Republikánusság           | 12 / 21    | 29 / 30          |
|      | Demokratikus Munkáspárt                  | DLP       | Ralph Thorne    | balközép            | Szociáldemokrácia Republikánusság           | 2 / 21     | 1 / 30           |
|      | Néppárt a Demokráciáért és a Fejlődésért | PdP       | Joseph Atherley | balközép            | Kereszténydemokrácia Keresztényszocializmus | 0 / 21     | 0 / 30           |

### Kisebb pártok
- Szövetségi Haladás Pártja (APP)
- Bajan Szabad Párt (BFP)
- Barbados Szuverenitási Párt (BSP)
- Clement Payne Mozgalom (CPM)
- Konzervatív Barbadosi Vezetői Párt (CBLP)
- Demokrácia Barátai Párt (FDP)
- Barbados Királyság Kormánya (KGB)
- Új Nemzeti Párt (NNP) [1]
- Új Barbados Királyság Szövetsége (NBKA)
- Pánkaribi Kongresszus (PCP)
- Népi Demokrata Kongresszus (Barbados) (PDC)
- Népi Felhatalmazás Pártja [2] (PEP)
- Megoldások Barbados (SB)
- Egyesült Haladó Párt (Barbados) (UPP)

### Megszűnt
- Barbados Integritási Mozgalom (BIM)
- Barbados Nemzeti Párt (BNP)
- Nemzeti Demokrata Párt (NDP)
- Népi Politikai Szövetség (PPA)
- Népi Progresszív Mozgalom (PPM)
- Barbadosi Munkáspárt (WPB)
- Barbadosi Választói Szövetség (BEA)
- Nyugat-indiai Nemzeti Kongresszus Párt (CP)
- Polgári Akciópartnerség (CAP)
- Progresszív Konzervatív Párt (PCP)
- Egyesült Pártok Koalíciója (CUP)

## Fordítás
Ez a szócikk részben vagy egészben  a   List of political parties in Barbados című angol Wikipédia-szócikk ezen változatának fordításán alapul.  Az eredeti cikk szerkesztőit annak laptörténete sorolja fel. Ez a jelzés csupán a megfogalmazás eredetét és a szerzői jogokat jelzi, nem szolgál a cikkben szereplő információk forrásmegjelöléseként.